# Elektrownia jądrowa Namie-Odaka
Elektrownia jądrowa Namie-Odaka (jap. 浪江・小高原子力発電所 Namie Odaka genshiryoku hatsudensho) – planowana japońska elektrownia jądrowa, położona koło miast Minamisōma i Namie, w prefekturze Fukushima. Jej właścicielem i operatorem będzie firma Tohoku Electric Power Company.
Budowa elektrowni ma rozpocząć się w 2017 roku, a jej uruchomienie planowane jest na 2021 rok. Jeden reaktor typu ABWR ma mieć moc elektryczną 825 MW.
Po awarii w elektrowni Fukushima I, oddalonej od miejsca planowanej elektrowni o 15 kilometrów, projekt budowy może zostać anulowany, np. w wyniku sprzeciwu lokalnych władz.